# Archeologisch park de Rieten

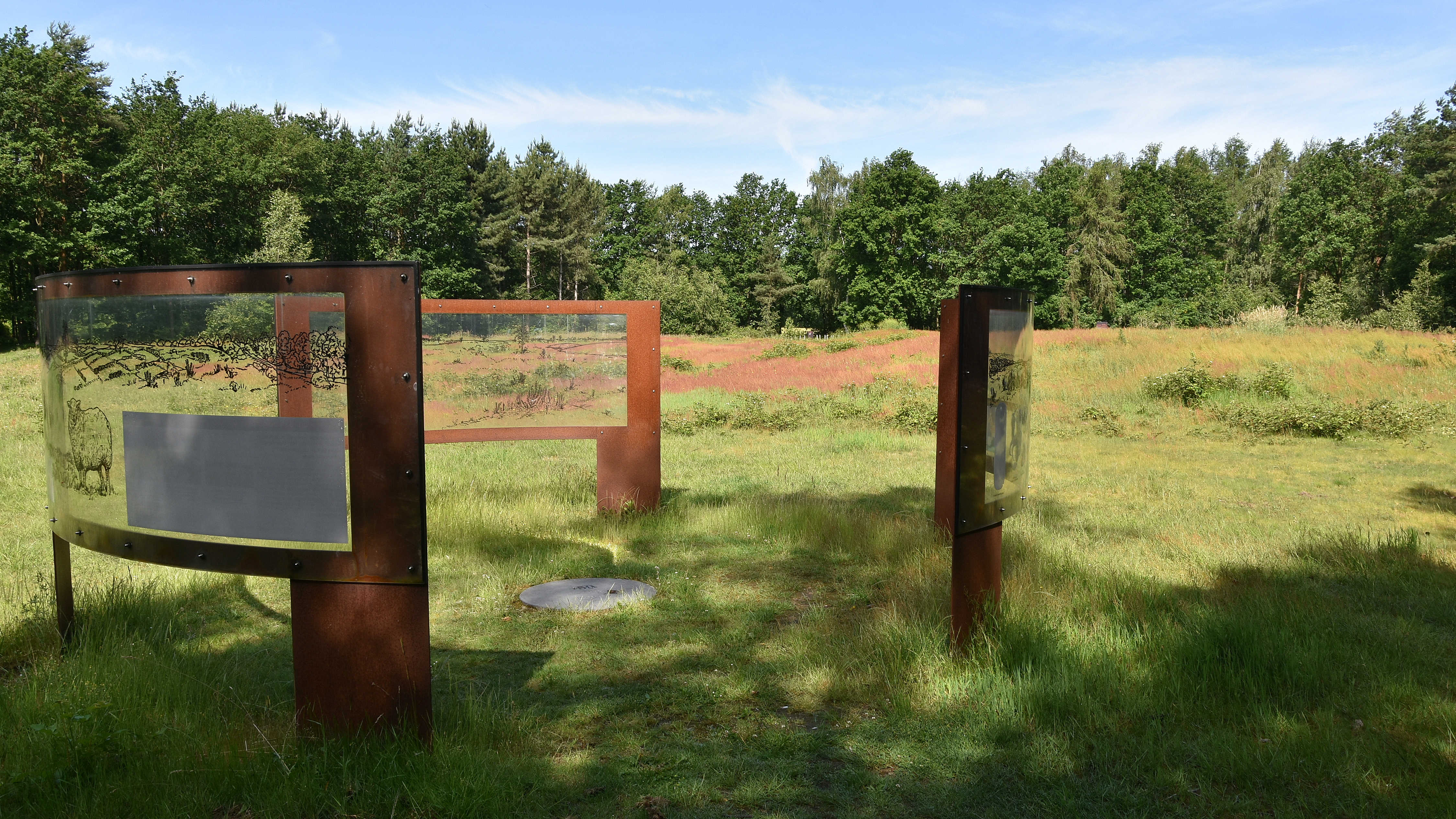
Het archeologisch park de Rieten

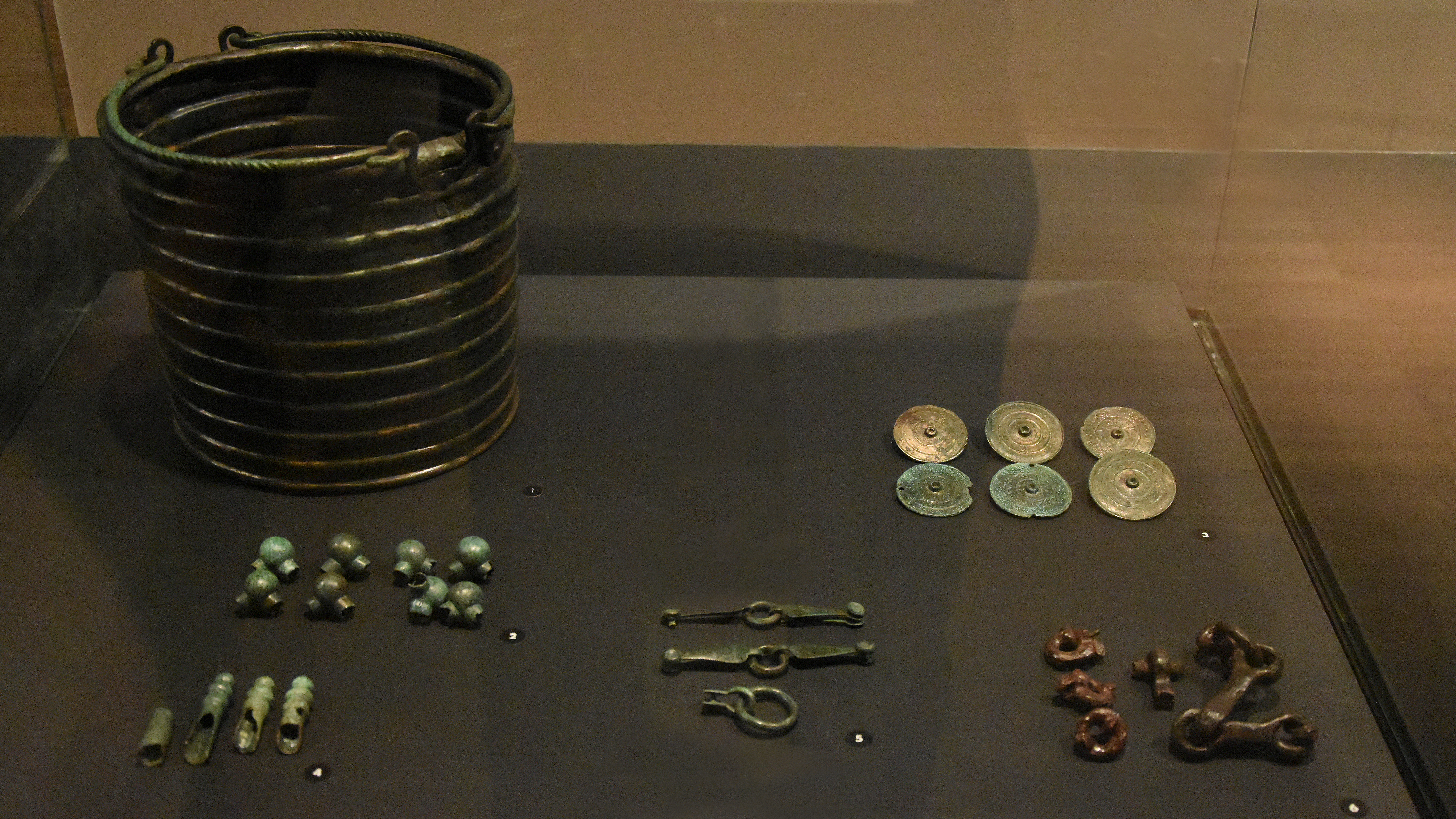
Grafvondsten uit cistagraf 5 (zie tekst)

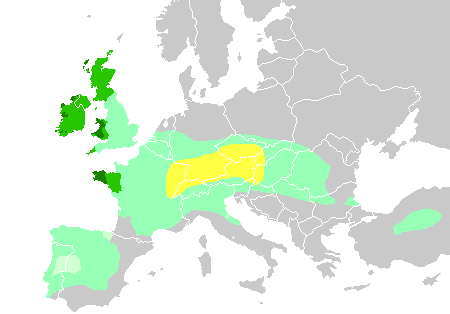
De Kelten in Europa en Anatolië, vroeger en nu:
Hallstatt en La Tène kerngebied, rond de 6e eeuw v.Chr.
Andere delen van Europa waar vroeger Kelten woonden
De zes overgebleven Keltische gebieden
Gebieden waar thans nog een Keltische taal wordt gesproken

Het Archeologisch park de Rieten is een archeologisch park in het Belgische dorp Wijshagen. Hier werden drie elitegraven, twee eenvoudige graven, een Romeins heiligdom en een recenter grafveld met vierenveertig graven blootgelegd.

## Ontdekking
Op 20 juli 1986 liep D. Emery, kapitein van de Amerikaanse luchtmacht op de vliegbasis Kleine-Brogel met een metaaldetector over het terrein. Hij ontdekte een met crematieresten gevulde geribde bronzen emmer (cista), bronzen sierstukken, het hengsel van een ijzeren emmer, een ijzeren paardenbit en een aantal kleinere ijzeren voorwerpen. De plek lag op het einde van een opgravingsgeul waar een team, onder leiding van archeologen Luc Van Impe en Guido Creemers vanaf 1984 actief waren geweest. Een passant merkte de vondst en verwittigde het team. De wetenschappers kregen de beschikking over de vondsten.

## Vondsten
De drie elitegraven uit de Keltische wereld, verborgen onder grafheuvels en aangelegd rond 450 v.Chr., zijn de pronkstukken van de site. Men vond hier een cista en twee situlae, emmers waarin de resten na crematie van een belangrijk persoon werden opgeborgen. Ze worden bewaard in het Gallo-Romeins Museum te Tongeren. Daarnaast trof men vooral paardentuig aan, wat erop wijst dat het hier om een elitefiguren gaat. Zij alleen verplaatsen zich per paard.
De bronzen artefacten van deze site zijn te zien op de afbeelding rechts en zijn uit de periode 430-370 v.Chr.:
- de cista (1)
- holle kogels (paardentuig) (2)
- paardentuig (3)
- riemverdelers (4)
- hulzen (paardentuig) (5)
- paardenbit (6) ijzer

### Grafheuvel 1
Archeologen stootten hier op kledingresten zoals een bronzen hals-, arm- en enkelring (torques, een teken van aristocratische afkomst), ringetjes uit ijzer en een gordelhaakje. Hieruit zou men kunnen afleiden dat hier een vrouw werd begraven. Ze werd eerst op een brandstapel verbrand en haar as kreeg een plaats in een bronzen emmer of situla. Familieleden plaatsten een aarden drinkschaal boven de emmer. Bovenaan in de grafheuvel vond men een bekertje en een kleine urne. De emmer die gevonden werd was geen plaatselijk gebruiksvoorwerp. Een dergelijk voorwerp moet gelinkt worden met gebruiken rond de Middellandse Zee en de daar gehouden drinkgelagen en wijnfeesten. Men neemt aan dat relaties met het zuiden deze situla naar deze contreien bracht. Keltische leiders gaven vaak feesten waarbij men, om aanzien te verwerven, geschenken uitdeelde. Mogelijk werd de emmer niet gebruikt voor feesten maar wilde de eigenaar hem meenemen in zijn graf. Zeker is dat hij veel werd gebruikt, gezien de sporen van slijtage en de herstellingen.

### Grafheuvel 2
Dit zeer eenvoudige graf bestond uit crematieresten die, zonder een asurn te gebruiken, in een kuiltje werden gestrooid. Verder troffen de archeologen enkele scherven van een kommetje uit aardewerk aan.

### Open grafheuvel 3
De resten van paardentuig die men hier aantrof wijzen erop dat dit het rijke graf van een man van de elite betrof, waarschijnlijk uit de krijgerstand. Hij was gespierd en 34 à 40 jaar oud. Artrose had zijn rechterelleboog aangetast, mogelijk veroorzaakt door hard labeur en/of gevechten. De asurn was hier een bronzen emmer.

### Grafheuvel 4
Dit eenvoudige brandgraf, overdekt door een kleine grafheuvel, bevatte enkel aardewerkscherven en een bronzen ringetje. Grafgiften ontbraken.

### Cistagraf 5
Dit graf is duidelijk het graf van iemand uit de bovenlaag. Zijn crematieresten vond men terug in een cista met daarbij een ijzeren paardenbit, en bronzen stukjes die voor een deel bij een paardentuig behoorden. De afgestorvene was nog jong, vermoedelijk een twintiger, maar met een hoge status. In deze streek kweekte men veel paarden. Later was deze streek bekend om zijn bekwame ruiters. Kelten vochten te paard zonder zadel of stijgbeugel.

### Grafveld met 44 graven
Dit kleinere grafveld is ongeveer 100 jaar jonger dan de grafvelden van de elite. Men vond weinig crematieresten, die dan nog in een kleine kuil waren gestrooid, met wat houtskoolresten, zonder bijgaven. Scherven van aardewerk, stukjes ijzer en gesmolten brons trof men wel aan. Bij een begrafenis speelde aardewerk een rol. Blijkbaar plaatste men het op de brandstapel en werd dan ook ritueel gebroken. Mogelijk wilden eenvoudige lieden in de buurt van de elite worden begraven.

### Romeins heiligdom
Omstreeks 150 jaar voor onze tijdrekening hadden kleine groepen mensen zich verenigd tot stammen, de Eburonen. Hun meest bekende stamhoofden waren Ambiorix en Catuvolcus. Hun leger van ongeveer 40.000 man was niet opgewassen tegen de Romeinse legioenen. Onder de leiding van Caesar begonnen zij vanaf 57 v.Chr. aan de verovering van dit deel van Europa, om de Eburonen in 53 v.Chr. definitief te verslaan.
Men vond hier ongeveer 140 munten (Romeinse, republikeinse en inheemse), 200 fibula's, aardewerkscherven, een ijzeren ring en een honderdtal bronzen armbanden. Archeologen leiden uit het bizarre vondstenpatroon af dat deze plek, in deze veel latere periode, een rituele of culturele functie had.

## Achtergrond
Rond 450 v.Chr. was deze streek bewoond door landbouwers, veetelers en ambachtslui. De bovenlaag had contact met volkeren uit Midden-Europa. De Kelten, die waarschijnlijk ten noorden van de Alpen leefden, trokken vanaf ongeveer 750 v.Chr. in noordwestelijke richting. Hun invloed is vanaf de vijfde eeuw v.Chr. sterk aanwezig in het gebied tussen de Rijn en de Noordzee.
Een van de grootste raatakkers in de Kempen ligt ongeveer 1 km ten zuiden van het archeologisch park. De elite had hiermee de macht over een grote landbouwersbevolking en liet zich begraven op een afgeschermde plaats, op een kruising van wegen of op een prominente plek in het landschap. Het is mogelijk dat landbouwproducten uit deze omgeving in een ruilhandel betrokken waren met de Kelten die in Centraal-Europa woonden.

## Galerij

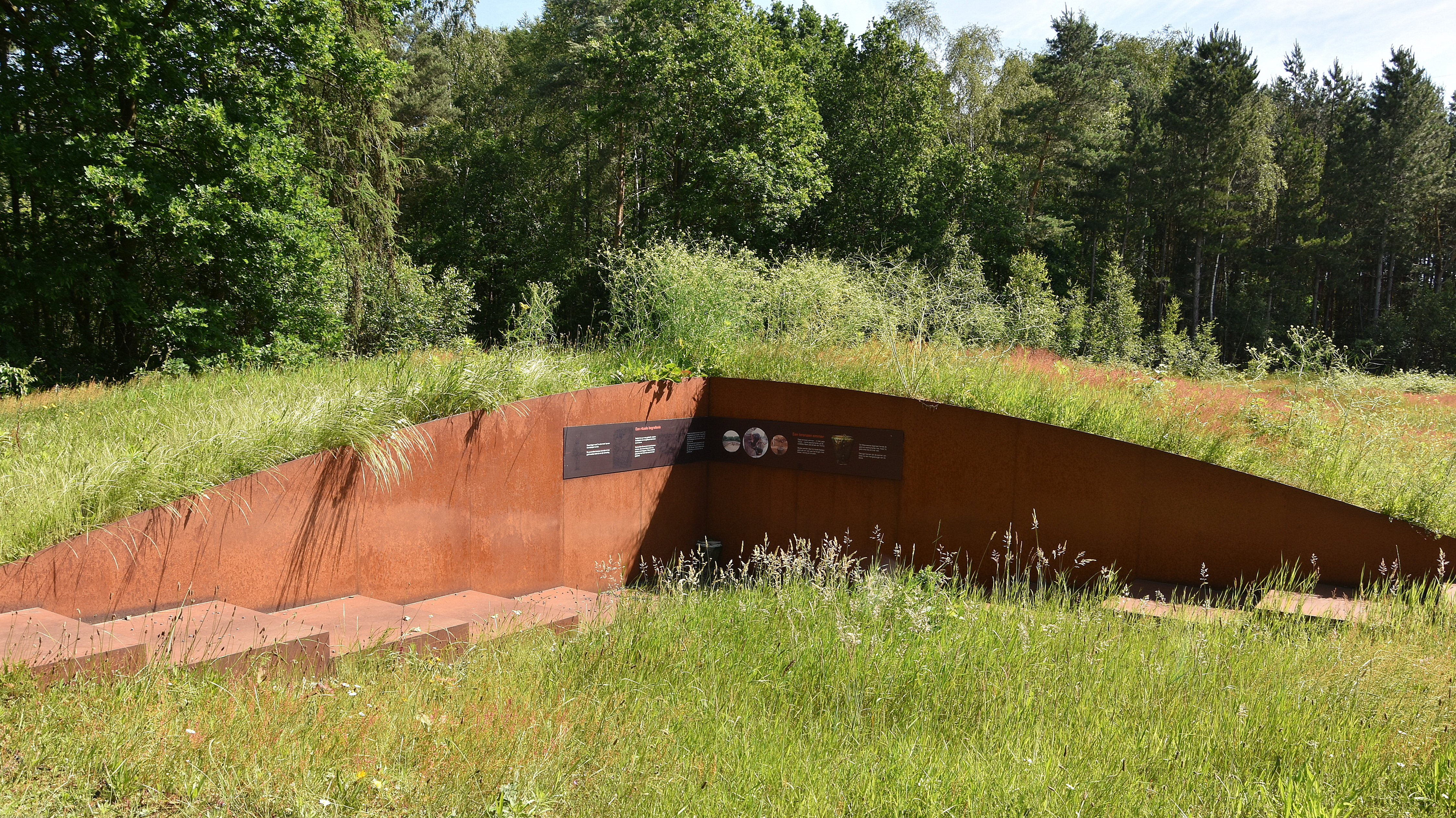
Grafheuvel 3
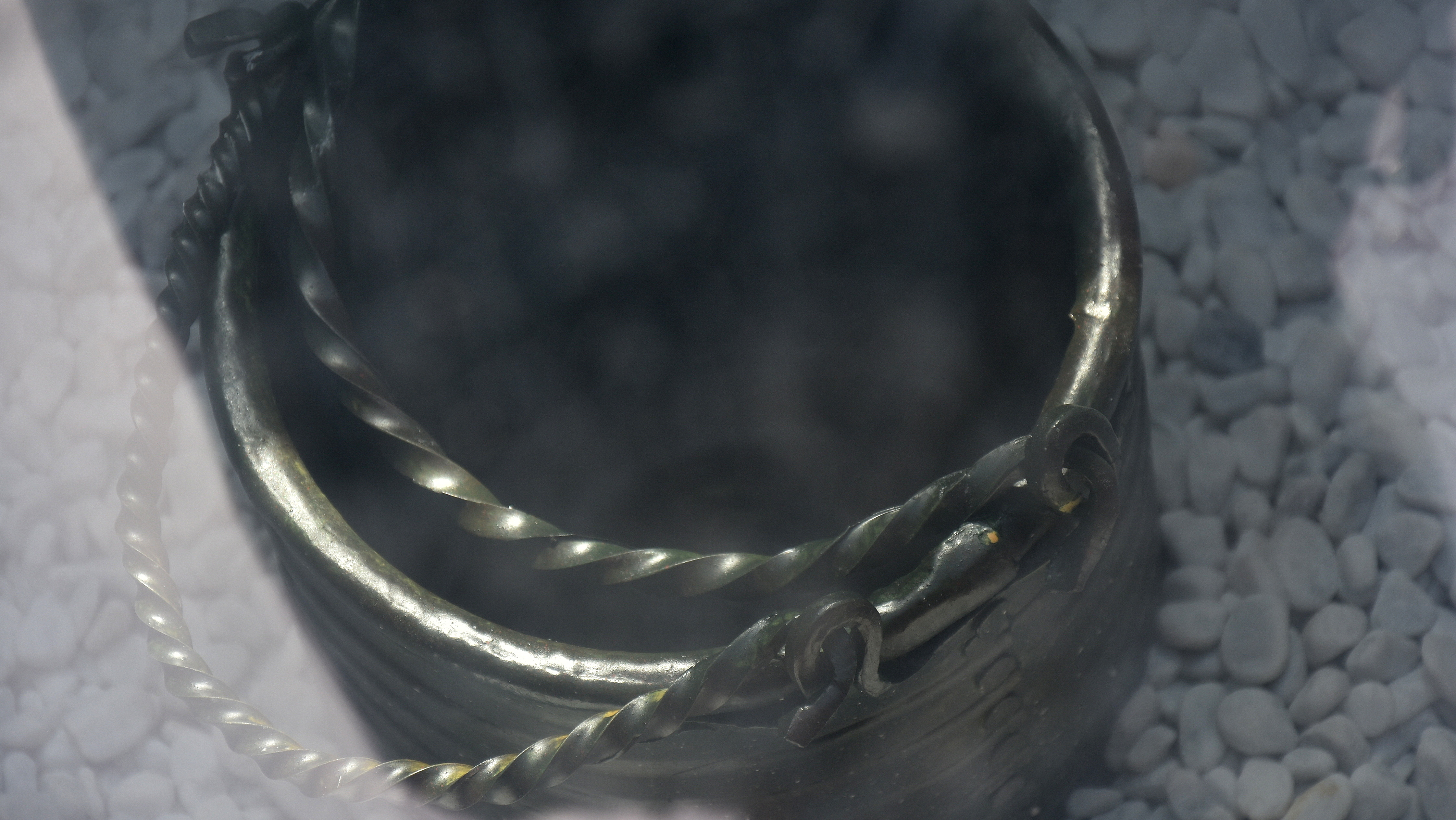
Een replica van een cista in een grafheuvel